# فرودگاه ابویسو
فرودگاه ابویسو (به انگلیسی: Aboisso Airport) یک فرودگاه با کد یاتا ABO است . این فرودگاه در کشور ساحل عاج قرار دارد و در ارتفاع ۲۹ متری از سطح دریا واقع شده‌است.